# Sh2-33
Sh2-33 est une nébuleuse en émission visible dans la constellation de la Tête de Serpent.
Elle est située à la frontière avec les constellations d'Ophiuchus et de la Balance, dans la partie sud-est de la constellation du Serpent. Elle est extrêmement faible et est donc invisible à l'observation directe avec presque tous les instruments amateurs, alors qu'elle peut être vu sur des photographies à longue exposition. Proche de l'équateur céleste, elle est observable depuis toutes les régions peuplées de la Terre. La période la plus propice à son identification dans le ciel du soir est de mai à septembre.
C'est l'une des nébuleuses les plus proches du système solaire, située à seulement environ 110 pc (∼359 al) de celui-ci. Elle constitue la partie illuminée et ionisée du faible nuage MBM 38, un long filament presque complètement noir s'étendant du nord-est au sud-ouest. Avec Sh2-36 (MBM 39) comme voisin, elle constitue le bord le plus avancé d'une structure de bulles étendue sur environ 5° et centrée de quelques degrés vers l'ouest. Cette bulle serait liée à la région de l'association Antares et se situe à une haute latitude galactique.